# Französisch-deutscher Bruderrat
Der Französisch-deutsche Bruderrat (französisch Conseil fraternel franco-allemand) wurde auf Anregung von Marcel Sturm und Hans Stempel bei einem Treffen 1950 in Speyer zwischen deutschen und französischen Protestanten gegründet. Ziel des Rats war es, die deutsch-französische Aussöhnung voranzubringen und die Zusammenarbeit in Europa nach dem Zweiten Weltkrieg zu stärken. Auf deutscher Seite stammten die meisten Teilnehmer aus dem Flügel der Bekennenden Kirche unter Martin Niemöller.

## Aufgabe und Geschichte
In der gemeinsamen Erklärung nach dem Treffen zwischen deutschen und französischen Protestanten vom 17. bis zum 19. März 1950 in Speyer heißt es zunächst allgemein: „Französische und deutsche Protestanten sind sich in Speyer im Geiste der ökumenischen Bewegung begegnet, um in Gemeinschaft die politische Verantwortung ihrer Kirchen im gegenwärtigen Augenblick der europäischen Entwicklung zu erkennen und an einer wechselseitigen Annäherung ihrer Völker mitzuarbeiten. [...] Zur Stunde, da die nationalen Rahmen zerbrechen in einer kulturellen, sozialen, ökonomischen, politischen Evolution, verstehen sie ihre Verantwortung dahin, der Bedeutung dieser Evolution nachzugehen.“
Des Weiteren wurde auf dem Treffen eine „brüderliche Kommission“ beschlossen, die aus 7 Mitgliedern bestehen sollte. Offizielle Aufgabe dieser Kommission war die Gründung eines „ständigen Bruderrates“. Dieser sollte „die offiziellen kirchlichen Organe beider Länder für die französisch-deutsche Annäherung“ interessieren. Außerdem sollten praktische Mittel ausfindig gemacht werden, um die Pfarreien beider Länder für eine dauerhafte Arbeit für den Aufbau Europas zu gewinnen, kirchliche Organe bestimmt werden, die in beiden Ländern einen Sonntag im Jahr der internationalen Verständigung, insbesondere der französisch-deutschen Annäherung, widmen sollten, sowie der Möglichkeit der Begründung einer Internatsschule in Deutschland nachgegangen werden, die französische und deutsche Kinder zu erziehen bestimmt sei.
Auf französischer Seite gehörten zu den Mitgliedern der Kommission Paul Conord, Philippe Poincenot, Madeleine Barot sowie Marcel Sturm. Auf deutscher Seite Pfarrer Knell, Wilhelm Niesel und Graf Yorck von Wartenburg.
Der Bruderrat umfasste jährliche Treffen und verschiedene Sitzungen. Auch einige Reisen wurden organisiert, bereits 1950 eine französische Studienreise nach Norddeutschland. Der Schüler- und auch der Pfarreraustausch, die Seelsorge an den deutschen Gefangenen in Frankreich und Begegnungen und Besuche von Gemeindegliedern, die Nichttheologen waren, waren weitere Aktivitäten. Auch wenn die ersten Treffen noch etwas zurückhaltend waren, so entwickelte sich in den nächsten Jahren bald ein ungezwungener und aufgeschlossener Austausch.
Die Arbeit des Bruderrats wurde offiziell 1966 eingestellt. Als Grund wurden die französischen Kirchen angegeben, die „die Notwendigkeit, die Eigenart und den Dienst des Bruderrates auf die Nachkriegszeit begrenzten und anderen Aufgaben im Laufe der sechziger Jahre Priorität einräumten“. Nichtsdestotrotz blieb der Kontakt auf den verschiedensten Ebenen erhalten. So arbeiteten vor allem protestantische französische und deutsche Frauen weiter zusammen.

## Bedeutung
Bis in die sechziger Jahre lieferte der Bruderrat exemplarische „Vorarbeit“ für die deutsch-französische Versöhnung. Missverständnisse wurden abgebaut, Distanzen überwunden und die Basis dafür geschaffen, die Beziehungen beider Länder lebendig zu gestalten. In diesem Rahmen meint Heimerl: „Damit wurden wichtige innerprotestantische und zugleich innereuropäische Fäden neu geknüpft, die in der damaligen Lage Europas ihre besondere Bedeutung hatten“.
Alfred Grosser, deutsch-französischer Politologe und Publizist, lobte das Unterfangen und hob vor allem den menschlichen Aspekt hervor: „[Der Rat ist] eine Art menschlicher Infrastruktur für die Beziehungen auf Regierungsebene“.